# Rutiderma rex
Rutiderma rex is een mosselkreeftjessoort uit de familie van de Rutidermatidae. De wetenschappelijke naam van de soort is voor het eerst geldig gepubliceerd in 1992 door Kornicker.